# Diego Eugenio Lamas
Diego Eugenio Lamas Palomeque (Montevideo, 12 de noviembre de 1810 - Concordia, Argentina, 1868) fue un militar blanco que alcanzó el grado de Brigadier General. Caso con doña Mercedes Delgado, tuvo los siguientes hijos: Mercedes Estefanía, Diego Lamas, Julia Lamas, Gregorio Lamas, Eduardo Lamas y  Alfonso Lamas. Diego y Gregorio fueron militares y tuvieron participación en el ejército saravista; asimismo lo hicieron Eduardo y Alfonso, pero como médicos cirujanos del ejército rebelde. 
Alfonso Lamas Delgado (1867-1955) se casó con Genoveva Pouey y tuvieron 4 hijos, Roberto, Diego, Enrique, Mercedes. Genoveva era hermana del conocido cirujano Enrique Pouey (1858-1939). Los nietos de Diego Eugenio Lamas, Diego y Enrique, también fueron médicos y Profesores agregados de Cirugía; incluso por un tiempo se desempeñaron en la Clínica Ginecológica y en el Instituto de Curieterapia, siendo dirigidos por su tío Enrique Pouey.
Diego Eugenio Lamas ingresó al Ejército en 1829 y al producirse la caída del presidente Manuel Oribe en 1838, lo acompañó al exilio argentino e hizo a su lado toda la campaña del federalismo. Participó en el sitio de Montevideo durante 1843, hasta 1851 al servicio del Gobierno del Cerrito, fiel a Oribe hasta el final. Ostentaba el grado de coronel cuando en 1850 derrotó dos veces al brasileño Pedro de Abreu, barón de Yacuí, quien invadía cada poco tiempo territorio uruguayo y se llevaba ingentes cantidades de ganado en las llamadas "californias". El presidente Juan Francisco Giró lo nombró Jefe Político del Departamento de Minas, cargo del que dimitió al caer Giró en 1853. 
Exiliado en la Provincia de Entre Ríos, República Argentina, el presidente interino Manuel B. Bustamante lo designó Jefe Político de Salto en 1855. Gabriel A. Pereira lo nombró luego Jefe Militar de todas las tropas al Norte del río Negro. Por entonces su prestigio personal era muy grande y trascendía el campo militar, por lo que se le consideró como candidato para suceder a Pereira en la Presidencia de la República en 1860. El nuevo presidente, Bernardo Prudencio Berro, lo designó Ministro de Guerra y Marina, cargo que mantuvo hasta junio de 1861. 
Durante la Cruzada Libertadora de 1863 comandada por Venancio Flores, Lamas fue sorprendido y derrotado en la batalla de las Cañas, pero logró salvar casi íntegramente sus tropas en una retirada que el gobierno calificó de "heroica" y que le valió el ascenso a Brigadier General. Designado Jefe del Estado Mayor del Ejército, combatió durante todo el conflicto hasta que el presidente interino Atanasio Cruz Aguirre lo hizo nuevamente Ministro de Guerra y Marina, en marzo de 1864. Responsabilizado de las derrotas sufridas por el gobierno, renunció en julio de ese año y más tarde se le entregó la defensa de Montevideo ante el esperado ataque de los revolucionarios de Venancio Flores. 
Tras el triunfo final de este, Lamas volvió a exiliarse en Entre Ríos y pasó a vivir en la ciudad de Concordia, donde falleció. Sus restos están sepultados en un mausoleo sobre un camino vecinal contiguo a la localidad de Paso Campamento, en el departamento de Artigas.